# کتاب‌فروشی (فیلم)
کتاب‌فروشی (به انگلیسی: The Bookshop) فیلمی محصول سال ۲۰۱۷ و به کارگردانی ایزابل کوشت است. در این فیلم بازیگرانی همچون امیلی مورتیمر، پاتریشا کلارکسون، بیل نای، جیمز لانس، فرانسس باربر، چارلوت وگا، آنر نیفسی و جولی کریستی ایفای نقش کرده‌اند.